# John Wood (Politiker, 1816)
John Wood (* 6. September 1816 in Philadelphia, Pennsylvania; † 28. Mai 1898 in Conshohocken, Pennsylvania) war ein US-amerikanischer Politiker. Zwischen 1859 und 1861 vertrat er den Bundesstaat Pennsylvania im US-Repräsentantenhaus.

## Werdegang
John Wood war ein Onkel des Kongressabgeordneten Alan Wood (1834–1902). Dessen gleichnamiger Vater Alan Wood (1800–1881) war Johns älterer Bruder und ein erfolgreicher Unternehmer in der Eisen- und Stahlbranche in Pennsylvania. Wood besuchte die Schulen der Friends Society in Philadelphia und arbeitete danach zwischen 1832 und 1840 bei seinem Vater, der Werkzeuge und landwirtschaftliche Geräte herstellte. Von 1841 bis 1844 war Wood in der Eisen- und Stahlindustrie in Wilmington (Delaware) tätig. Im Jahr 1844 zog er nach Conshohocken, wo er eine eigene Eisenschmelze aufbaute. Politisch schloss er sich der 1854 gegründeten Republikanischen Partei an.
Bei den Kongresswahlen des Jahres 1858 wurde Wood im fünften Wahlbezirk von Pennsylvania in das US-Repräsentantenhaus in Washington, D.C. gewählt, wo er am 4. März 1859 die Nachfolge des Demokraten Owen Jones antrat. Da er im Jahr 1860 auf eine weitere Kandidatur verzichtete, konnte er bis zum 3. März 1861 nur eine Legislaturperiode im Kongress absolvieren. Diese war von den Ereignissen im unmittelbaren Vorfeld des Bürgerkrieges geprägt.
Nach dem Ende seiner Zeit im US-Repräsentantenhaus nahm John Wood seine früheren Tätigkeiten in der Eisen- und Stahlbranche wieder auf. Er starb am 28. Mai 1898 in Conshohocken und wurde in Norristown beigesetzt.